# Truxaloides constrictus
Truxaloides constrictus är en insektsart som först beskrevs av Hermann Rudolph Schaum 1853.  Truxaloides constrictus ingår i släktet Truxaloides och familjen gräshoppor. Inga underarter finns listade i Catalogue of Life.